# Tunnel Otira
Le tunnel Otira (anglais : Otira Tunnel) est un tunnel ferroviaire de la ligne Midland situé sur l'île du Sud de la Nouvelle-Zélande, entre les localités d'Arthur's Pass et d'Otira. D'une longueur de 8,5 km, la différence d'altitude entre les deux embouchures est de 250 mètres.

## Histoire
Le projet débute en 1907. Un contrat pour une construction en cinq années est donné à la firme d'ingénierie John McLean and Sons, qui commence les travaux du côté d'Otira en 1908 en utilisant la méthode drilling and blasting. Progressant lentement et avec beaucoup de difficulté, McLean se retire du projet en 1912 avant de faire faillite. Faute d'avoir d'autres soumissionnaires, le gouvernement néo-zélandais poursuit les travaux lui-même via son ministère des Travaux publics (en). Il songe à suspendre la construction lors de la Première Guerre mondiale, mais les Britanniques demandant qu'elle se poursuive car le tunnel pourrait s'avérer utile si la marine allemande devait faire un blocus maritime sur les ports de la West Coast.
Il y a eu 8 accidents mortels durant la construction. La percée est complétée lors d'une cérémonie tenue le 21 août 1918 en présence du ministre des Travaux publics, William Fraser (en). Lorsque le tunnel ouvre le 4 août 1923, il est le plus long de l'Empire britannique, le septième plus long du monde.